# Azuqueca de Henares (kommun)
Azuqueca de Henares är en kommun i Spanien.   Den ligger i provinsen Provincia de Guadalajara och regionen Kastilien-La Mancha, i den centrala delen av landet, 40 km öster om huvudstaden Madrid. Antalet invånare är 35 146.